# Бурино (посёлок, Владимирская область)
Бурино — посёлок в Вязниковском районе Владимирской области России, входит в состав муниципального образования «Город Вязники».

## География

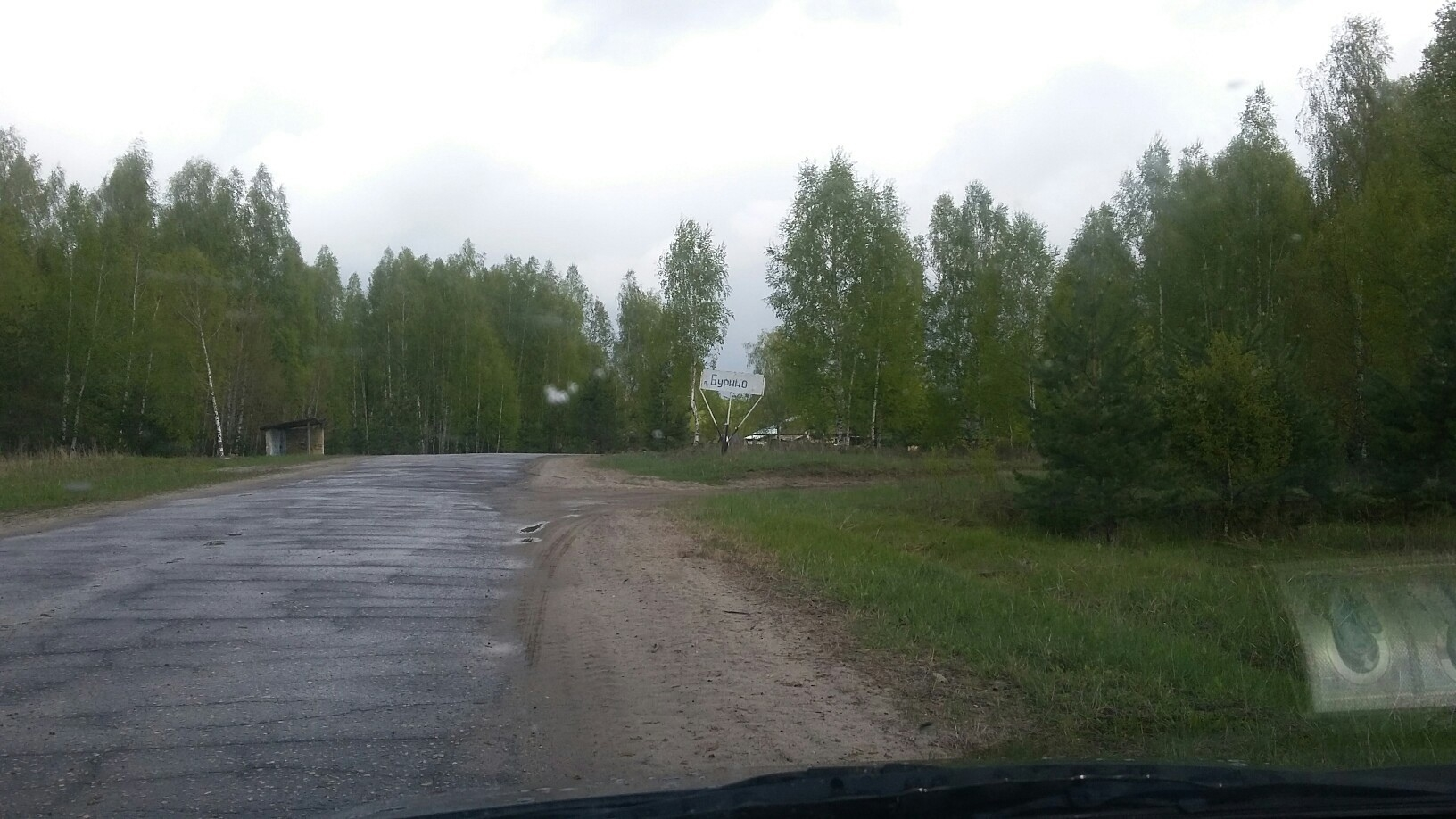

Посёлок расположен в 16 км на север от райцентра Вязники, в 7 км от деревни Бурино.

## История
Посёлок образован до Великой Отечественной войны в связи с основанием в 1939 году торфопредприятия, в 1942 году была открыта узкоколейная железная дорога Вязники — Бурино (в настоящее время полностью разобрана). Посёлок входил в состав Козловского сельсовета,  с 2005 года — в составе муниципального образования «Город Вязники».

## Население
| 2002 | 2010 | 2021 |
| ---- | ---- | ---- |
| 183  | ↘156 | ↘107 |

## Экономика
В посёлке расположен филиал «Буринское» торфопредприятия «Владимирторф».